# Ель-Ксур
Ель-Ксур (араб. القصور) — місто в Тунісі. Входить до складу вілаєту Ель-Кеф. Станом на 2004 рік тут проживало 5 357 осіб.

## Клімат
Місто знаходиться у зоні, котра характеризується середземноморським кліматом. Найтепліший місяць — липень із середньою температурою 25.5 °C (77.9 °F). Найхолодніший місяць — січень, із середньою температурою 7.1 °С (44.8 °F).
| Клімат Ель-Ксура        | Клімат Ель-Ксура | Клімат Ель-Ксура | Клімат Ель-Ксура | Клімат Ель-Ксура | Клімат Ель-Ксура | Клімат Ель-Ксура | Клімат Ель-Ксура | Клімат Ель-Ксура | Клімат Ель-Ксура | Клімат Ель-Ксура | Клімат Ель-Ксура | Клімат Ель-Ксура | Клімат Ель-Ксура |
| Показник                | Січ.             | Лют.             | Бер.             | Квіт.            | Трав.            | Черв.            | Лип.             | Серп.            | Вер.             | Жовт.            | Лист.            | Груд.            | Рік              |
| Середня температура, °C | 7,1              | 8,1              | 9,7              | 12,7             | 17,2             | 22,3             | 25,5             | 25,3             | 21,9             | 17               | 11,9             | 8,2              | 15,6             |
| Норма опадів, мм        | 100.1            | 90.7             | 86.6             | 72.3             | 46.8             | 28               | 9.8              | 19.3             | 47.2             | 75.3             | 81.7             | 100.5            | 758.3            |
| Днів з опадами          | 8,8              | 7,7              | 9,5              | 9                | 7,3              | 4,2              | 2,3              | 3,6              | 5,4              | 6,6              | 7,5              | 8,1              | 80               |
| Вологість повітря, %    | 72.5             | 70.8             | 69.3             | 66.9             | 62               | 55.5             | 48.2             | 51.6             | 58.8             | 66.7             | 71.7             | 73.9             | 64               |
| ----------------------- | ---------------- | ---------------- | ---------------- | ---------------- | ---------------- | ---------------- | ---------------- | ---------------- | ---------------- | ---------------- | ---------------- | ---------------- | ---------------- |
| Джерело: Weatherbase    |                  |                  |                  |                  |                  |                  |                  |                  |                  |                  |                  |                  |                  |